# Der Liebhaber meines Mannes
Der Liebhaber meines Mannes (Originaltitel My Policeman) ist ein Filmdrama von Michael Grandage, das im September 2022 beim Toronto International Film Festival seine Premiere feierte, im Oktober 2022 in ausgewählte US-Kinos kam und im November 2022 in das Programm von Prime Video aufgenommen wurde. Der Film basiert auf dem gleichnamigen Roman von Bethan Roberts.

## Handlung
Brighton in den 1950er Jahren: Der junge Polizist Tom erfüllt die Erwartungen seiner Umgebung, dennoch verspürt er instinktiv den Wunsch nach mehr. Als er im Sommer am Strand die ernsthafte Lehrerin Marion kennenlernt, ist sie sofort von ihm verzaubert und beide lassen sich auf eine anregende Beziehung ein. Als sich das Paar kurze Zeit später mit Patrick anfreundet, wird bei Tom eine Begierde geweckt. Er beginnt heimlich seine sexuelle Identität mit dem erfahrenen Museumskurator auszuleben. Die Dreiecksbeziehung hängt an einem seidenen Faden und Tom ist von seinen Gefühlen hin- und hergerissen. Er schwankt zwischen der aufrichtigen Liebe zu Marion und der Leidenschaft zu Patrick. Es kommt zu ersten Konfrontationen zwischen den dreien. Diese haben Jahrzehnte später schwerwiegende Folgen für ihre Beziehung im Alter.

## Produktion

### Vorlage und Filmstab

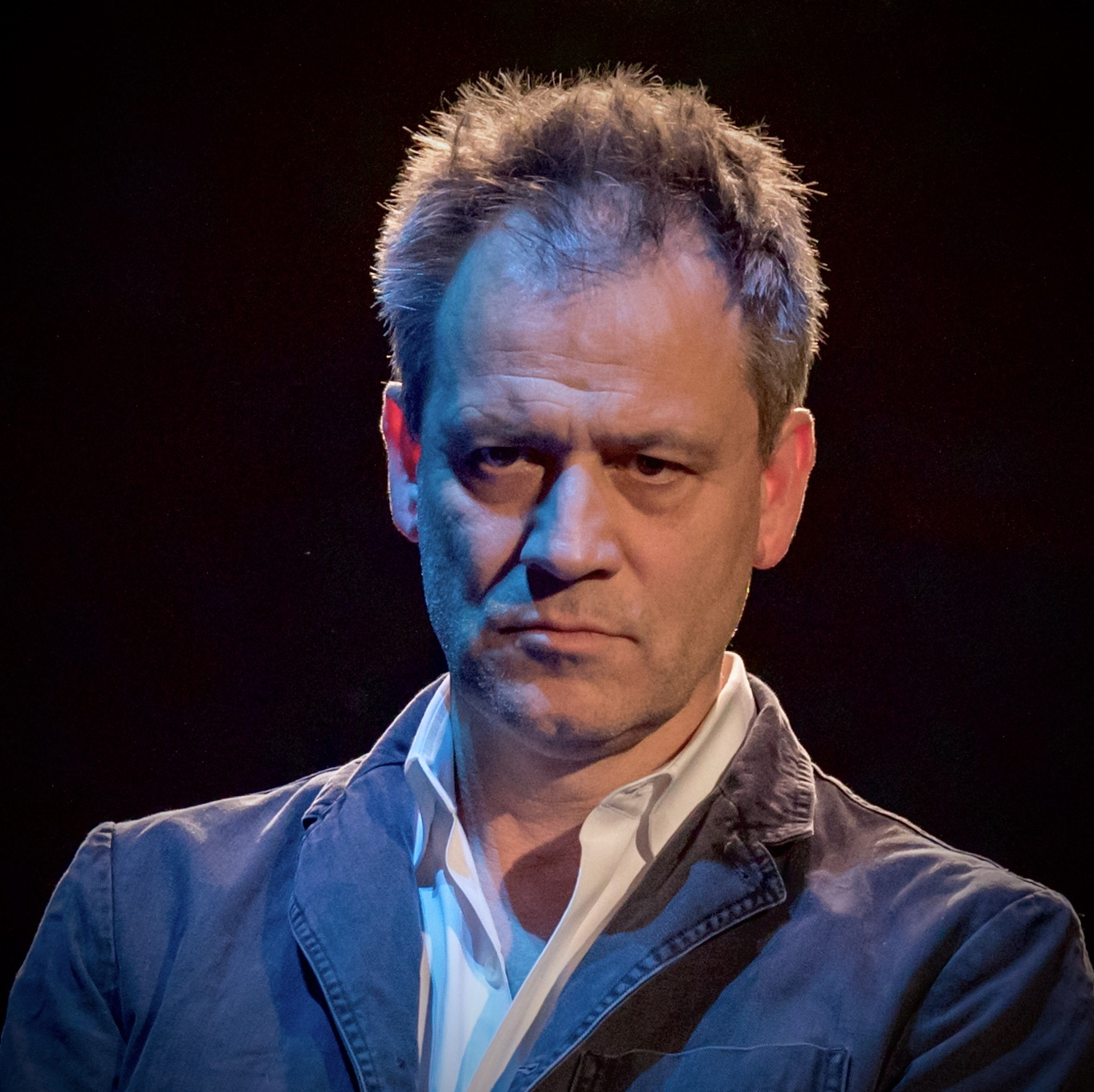
Regisseur Michael Grandage

Der Film basiert auf dem Roman My Policeman von Bethan Roberts aus dem Jahr 2012, der in einer deutschen Übersetzung unter dem Titel Der Liebhaber meines Mannes veröffentlicht wurde. Sowohl für My Policeman, als auch ihre Romane Stille Wasser von 2008 und Köchin für einen Sommer von 2009 wurde Roberts von der Kritik hochgelobt. Sie wurde in Oxford geboren, arbeitete als Autorin und Produktionsassistentin beim Fernsehen und unterrichtete Creative Writing an der Chichester Universität und dem Goldsmith College.
Regie führte der überwiegend als Theater- und Opernregisseur tätige Michael Grandage, während Ron Nyswaner Roberts’ Roman für den Film adaptierte. Es handelt sich bei Der Liebhaber meines Mannes nach Genius – Die tausend Seiten einer Freundschaft und Red um Grandages dritten Spielfilm.

### Besetzung und Synchronisation
Emma Corrin und Harry Styles spielen in den Hauptrollen Marion Taylor und Tom Burgess, David Dawson den Kurator Patrick Hazlewood. Einige Jahrzehnte älter werden sie von Gina McKee, Linus Roache und Rupert Everett gespielt. In weiteren Rollen sind Kadiff Kirwan als Nigel und Andrew Tiernan als Bert zu sehen.
| Darsteller     | Synchronsprecher    | Rolle                     |
| -------------- | ------------------- | ------------------------- |
| Harry Styles   | Tobias Diakow       | Tom Burgess               |
| Emma Corrin    | Laura Elßel         | Marion Taylor             |
| David Dawson   | Heiko Akrap         | Patrick Hazlewood         |
| Gina McKee     | Katrin Zimmermann   | ältere Marion Taylor      |
| Rupert Everett | Tom Vogt            | älterer Patrick Hazlewood |
| Freya Mavor    | Diana Ebert         | Julia                     |
| Kadiff Kirwan  | Stefan Weißenburger | Nigel                     |

Kurz vor der Premiere des Films zierte Corrin als erster nicht-binärer Star das Cover der US-amerikanischen Ausgabe der Zeitschrift Vogue. Was Corrin nach eigenen Aussagen an der Geschichte gefiel, die in My Policeman erzählt wird, war die Art und Weise, wie sie sowohl etwas über die Vergangenheit erzählte, als auch sehr viel über die Gegenwart zu sagen hatte. Selbst in der Zeit, als der Film gedreht wurde, habe es in den Vereinigten Staaten und auf der ganzen Welt einen Anstieg der Anti-LGBTQ-Gesetzgebung und -Stimmung gegeben und erklärte: „Es ging um Themen, die in den 50er Jahren offensichtlich unglaublich weit verbreitet waren, wobei Homosexualität illegal war, aber ich denke auch, dass es viele Themen anspricht, die heute noch sehr weit verbreitet sind.“ Im Herbst 2022 werden Corrin und Grandage bei einer Bühnenadaption von Virginia Woolfs Roman Orlando in London wieder zusammenarbeiten.
Die deutsche Synchronisation entstand nach einem Dialogbuch von Benjamin Peter und der Dialogregie von Werner Böhnke im Auftrag des CSC-Studios, Hamburg.

### Filmmusik, Marketing und Veröffentlichung
Die Filmmusik komponierte Oscar-Preisträger Steven Price. Das Soundtrack-Album mit insgesamt 17 Musikstücken wurde am 4. November 2022 von Milan Records als Download veröffentlicht.
Mitte Juni 2022 wurde der erste Trailer vorgestellt. Der Film kam am 21. Oktober 2022 in ausgewählte US-Kinos und wurde am 4. November 2022 weltweit in das Programm von Prime Video aufgenommen. Die Premiere erfolgte am 11. September 2022 beim Toronto International Film Festival. Anfang Oktober 2022 wurde er beim London Film Festival vorgestellt und im weiteren Verlauf des Monats beim New York LGBTQ+ Film Festival NewFest und beim Chicago International Film Festival.

## Rezeption

### Altersfreigabe
In den USA erhielt der Film von der MPAA ein R-Rating, was einer Freigabe ab 17 Jahren entspricht. In Deutschland wurde der Film von der FSK bereits ab 12 Jahren freigegeben.

### Kritiken
Die Kritiken zum Film fielen gemischt aus. Während 46 % der bei Rotten Tomatoes erfassten Kritiken positiv ausfielen, kam der Film beim Publikum mit 96 % Zustimmung wesentlich besser an.

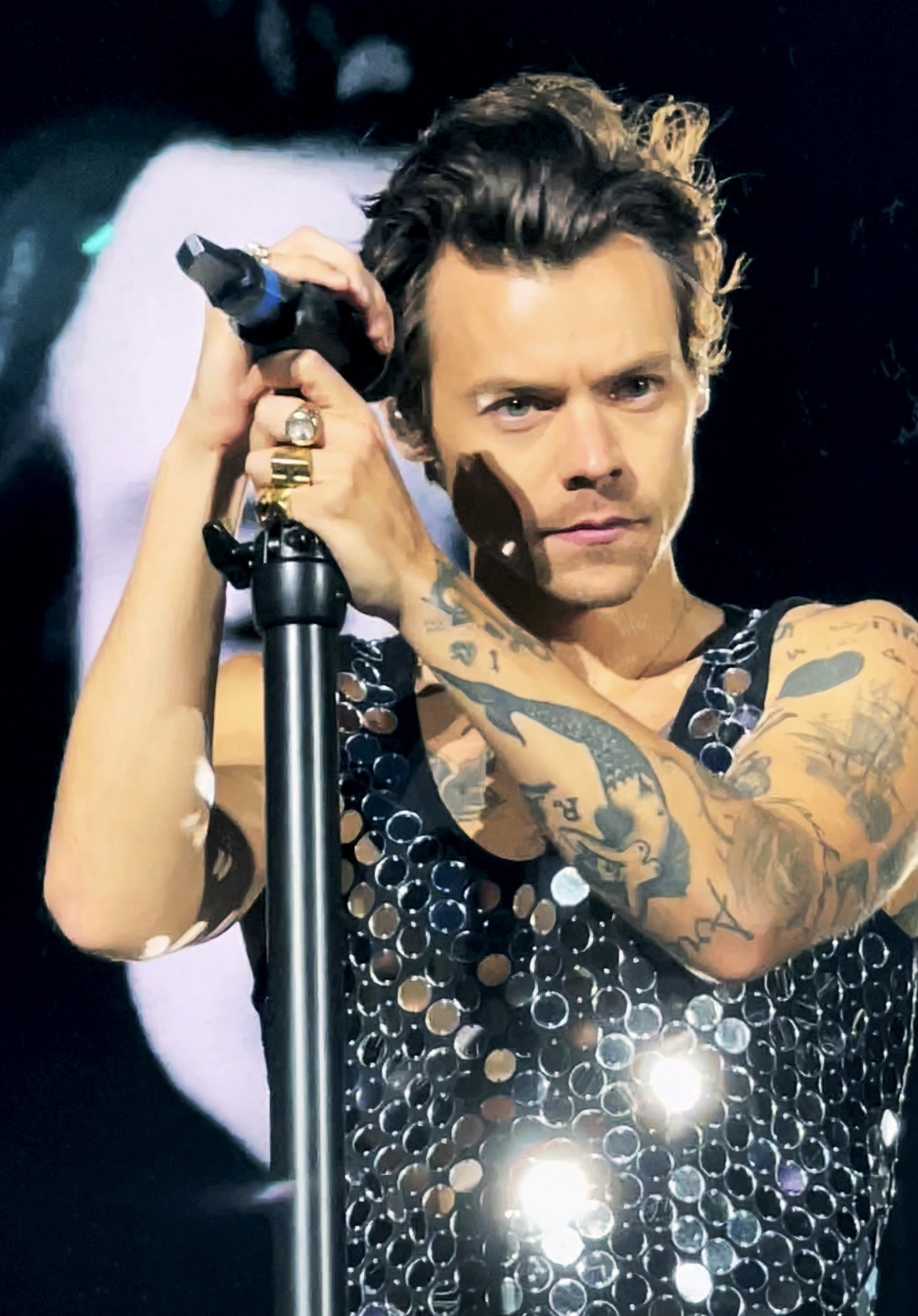
Der Brite Harry Styles, ein Mitglied der Boygroup One Direction, spielt Tom Burgess

Peter Debruge von der Variety bemerkt in seiner Kritik, ob es Brokeback Mountain von Annie Proulx oder My Policeman von Bethan Roberts ist, das Problem mit heterosexuellen Frauen, die schwule Liebesgeschichten schreiben, sei, dass sie dazu neigten, Sex und Romantik zu verschmelzen. Während sie diese als wirkliche Liebesgeschichten betrachteten, behandelten sie Bisexualität als eine Bedrohung und nicht als Ausdruck einer befreiten Identität. Wenn Männer, die Frauen und Kinder haben, eine Liebschaft haben, ob gleichgeschlechtlich oder nicht, würde dies nicht unbedingt bedeuten, dass sie unerfüllt sind.
Kira Taszman vom Filmdienst schreibt in ihrer Kritik, man mag sich fragen, ob solche Geschichten in Zeiten der Ehe für alle in westlichen Ländern noch erzählt werden müssen, doch leider sei Homophobie durchaus noch existent, alle drei Figuren seien in eine falsche Zeit hineingeboren worden, in der von Staats wegen verordnete Heteronormativität in die Privatsphäre von Menschen eingreift und Leben zerstört. Entscheidend für das Gelingen dieses klassischen Dramas sei die Chemie zwischen den Schauspielern. So strahle Harry Styles mit seinem jungenhaften Charme eine Unbefangenheit aus, die jederzeit in Verzweiflung umschlagen kann. Während Emma Corrin als junge Marion mit Naivität, Anhänglichkeit, aber auch Güte überzeuge, wirke Gina McKee als ältere Marion deutlich reifer und abgeklärter. Besonders subtil agiere David Dawson als jüngerer Patrick, der sich ständig beherrschen muss, seine inneren Konflikte aber trotzdem gekonnt durch Blicke und Gesten nach außen transportiert, während seinem älteren Gegenstück Rupert Everett eher die undankbare Rolle des durch den Schlaganfall in seiner Mimik und Gestik eingeschränkten älteren Patrick zufällt.

### Auszeichnungen
Chicago International Film Festival 2022
- Nominierung im OutLook Competition

MTV Movie & TV Awards 2023
- Nominierung für den Besten Kuss (Harry Styles & David Dawson)[18]

Im Rahmen des Toronto International Film Festivals wurde dem Schauspielensemble zudem der „TIFF Tribute Award for Performance“ zuerkannt.